# Fuligo septica
Fuligo septica es una especie muy común de moho mucilaginoso del grupo Myxomycota. Se encuentra en el suelo cubierto de hojarasca o de restos de vegetación y sobre madera descompuesta. Tiene un tamaño de unos pocos centímetros y un color llamativo. El plasmodio comienza siendo de un color amarillo o blanco y cuando madura el cuerpo fructífero tiende a ser más pardusco. 

## Galería

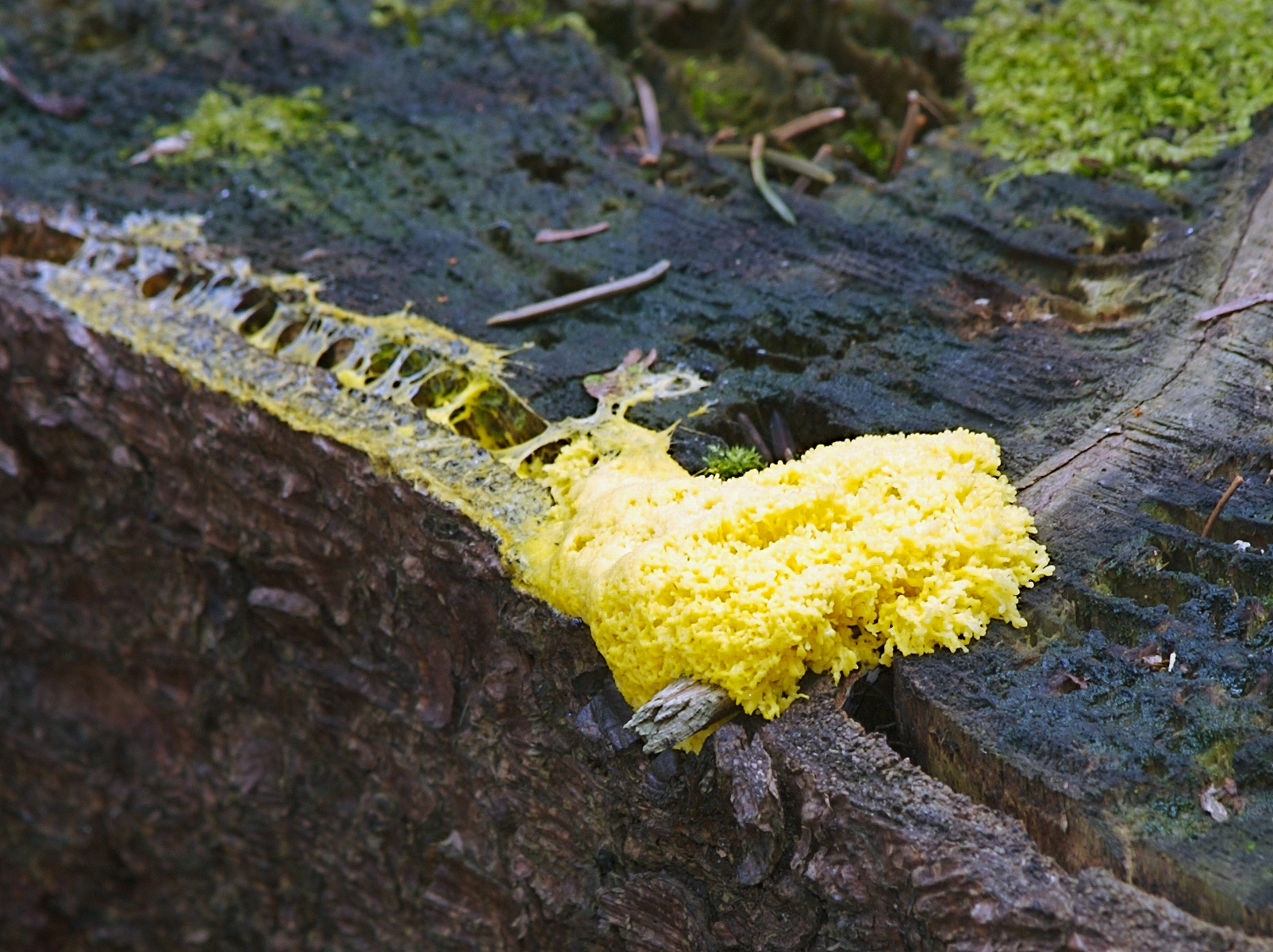
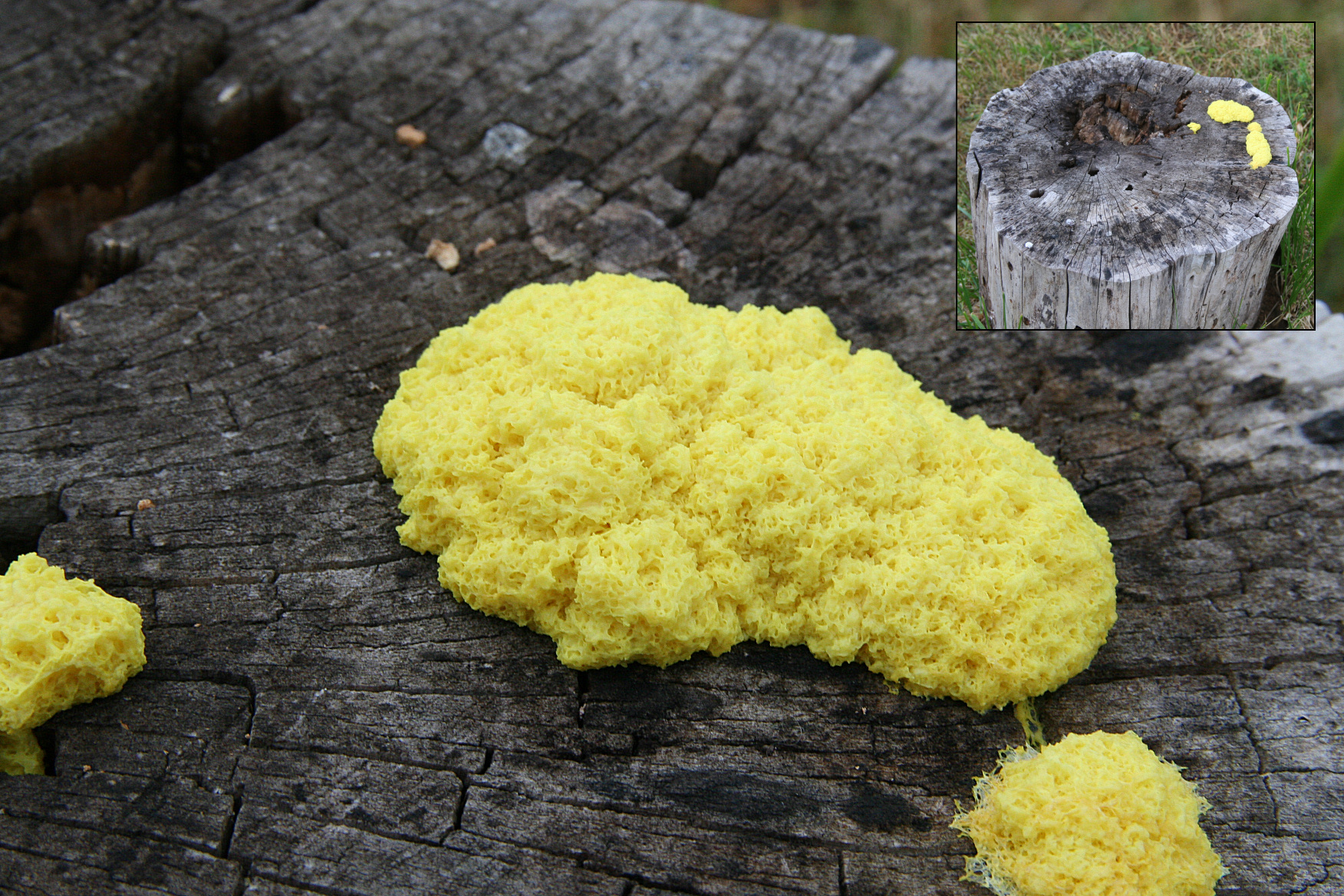
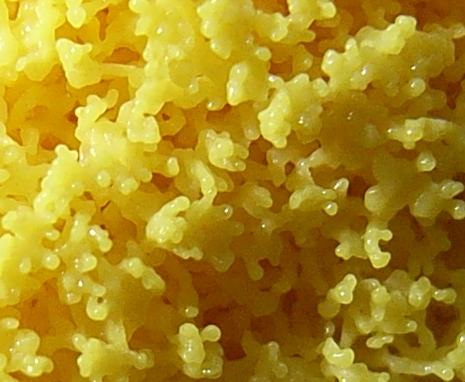

- Datos: Q1231867
- Multimedia: Fuligo septica / Q1231867